# أل كايزر
أل كايزر (بالإنجليزية: Al Kaiser)‏ هو لاعب كرة قاعدة أمريكي، ولد في 3 أغسطس 1886 في سينسيناتي في الولايات المتحدة، وتوفي بنفس المكان في 11 أبريل 1969.

## وصلات خارجية
- أل كايزر على موقع دوري كرة القاعدة الرئيسي (الإنجليزية)
- أل كايزر على موقعبيزبول رفرنس.كوم (الدوري الرئيسي) (الإنجليزية)
- أل كايزر على موقعبيزبول رفرنس.كوم (الدوري الثانوي) (الإنجليزية)